# Liste der Biografien/Zad
Liste der Biografien |
Portal Biografien |
Personensuche
# |
A |
B |
C |
D |
E |
F |
G |
H |
I |
J |
K |
L |
M |
N |
O |
P |
Q |
R |
S |
T |
U |
V |
W |
X |
Y |
Z |
?
 
Za |
Zb |
Zc |
Zd |
Ze |
Zf |
Zg |
Zh |
Zi |
Zj |
Zk |
Zl |
Zm |
Zn |
Zo |
Zr |
Zs |
Zu |
Zv |
Zw |
Zy |
Zz
 
Zaa |
Zab |
Zac |
Zad |
Zae |
Zaf |
Zag |
Zah |
Zai |
Zaj |
Zak |
Zal |
Zam |
Zan |
Zao |
Zap |
Zaq |
Zar |
Zas |
Zat |
Zau |
Zav |
Zaw |
Zax |
Zay |
Zaz
Die Liste der Biografien führt alle Personen auf, die in der deutschsprachigen Wikipedia einen Artikel haben. Dieses ist eine Teilliste mit 87 Einträgen von Personen, deren Namen mit den Buchstaben „Zad“ beginnt.

## Zad

### Zada
- Zada, Joseph (* 2005), australischer Schauspieler
- Zada, Ramy (* 1958), US-amerikanischer Schauspieler
- Zadan, Craig (1949–2018), US-amerikanischer Filmproduzent
- Zadarko, Krzysztof (* 1960), polnischer Geistlicher, Weihbischof in Koszalin-Kołobrzeg
- Zadassa, Gamsat (1877–1951), awarischer Lyriker

### Zadd
- Zaddach, Ernst Gustav (1817–1881), deutscher Zoologe und Geologe
- Zaddam, Nadine (* 1982), deutsche Synchronsprecherin und Schauspielerin
- Zaddem, Abdelkader (* 1944), tunesischer Langstreckenläufer
- Zaddem, Mootez (* 2001), tunesischer Fußballspieler

### Zade
- Zade, Adolf (1880–1949), deutscher Pflanzenbauwissenschaftler
- Zade, Beatrice (1875–1948), schwedische Schriftstellerin
- Zade, Paniz, kanadische Schauspielerin
- Zadegan, Necar (* 1982), iranisch-US-amerikanische Fernseh- und Filmschauspielerin und Model
- Zadeh, Amelie (* 1985), österreichische Künstlerin
- Zadeh, Lotfi (1921–2017), US-amerikanischer Informatiker, Vater der FuzzylogikLotfi Zadeh (1921–2017)

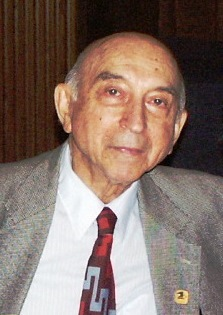
Lotfi Zadeh (1921–2017)

- Zadeh, Mustafa Hassan (* 1996), österreichischer Basketballspieler
- Zadeja, Çesk (1927–1997), albanischer Komponist und Musikwissenschaftler
- Zadek, Gerhard (1919–2005), deutsch-jüdischer Widerstandskämpfer gegen den Nationalsozialismus
- Zadek, Hans (* 1882), deutscher Manager
- Zadek, Hilde (1917–2019), deutsch-österreichische Opern-, Operetten-, Lied- und Konzertsängerin in der Stimmlage Sopran
- Zadek, Ignaz junior (1887–1959), deutscher Arzt und Berliner Kommunalpolitiker
- Zadek, Ignaz senior (1858–1931), deutscher Arzt und Politiker
- Zadek, Peter (1926–2009), deutscher Regisseur und Theater-Intendant
- Zadek, Ruth (* 1953), deutsche bildende Künstlerin und ehrenamtliche Stadträtin in Nürnberg
- Zadelhoff, Steven van (* 1979), niederländischer Pokerspieler
- Zademach, Wieland (1943–2015), deutscher evangelisch-lutherischer Theologie
- Zademack, Paul (1837–1893), deutscher Theaterschauspieler und -regisseur
- Zademack, Siegfried (* 1952), deutscher Maler

### Zadi
- Zadi Zaourou, Bernard (1938–2012), ivorischer Politiker und Autor
- Zadi, Divo (1931–2021), italienischer Geistlicher, römisch-katholischer Bischof von Civita Castellana
- Zadić, Alma (* 1984), österreichische Rechtsanwältin, Integrationsexpertin und PolitikerinAlma Zadić (* 1984)

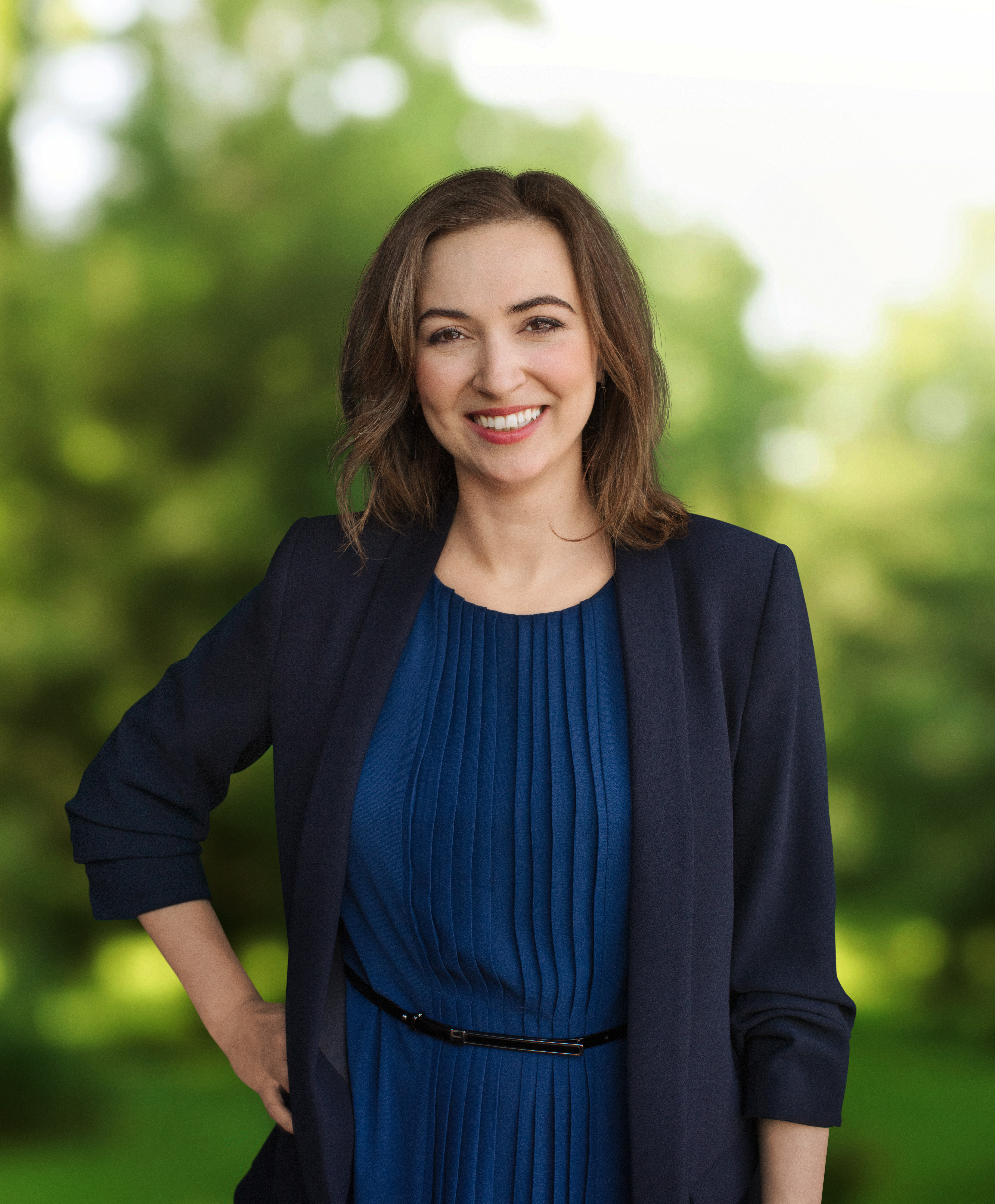
Alma Zadić (* 1984)

- Zadick, Bill (* 1973), US-amerikanischer Ringer
- Zadick, Mike (* 1978), US-amerikanischer Ringer
- Zadiková, Hilda (1890–1974), tschechoslowakisch-amerikanische Grafikerin
- Zadikow, Arnold (1884–1943), deutscher Bildhauer und Medailleur
- Zadina, Bridger (* 1994), US-amerikanischer Schauspieler
- Zadina, Filip (* 1999), tschechischer Eishockeyspieler
- Zadinová, Olga (* 1985), tschechische Fußballschiedsrichterin

### Zadk
- Žadkevič, Konstantin (1910–1944), Widerstandskämpfer gegen den Nationalsozialismus
- Zadkine, Ossip (1888–1967), französischer Maler und Bildhauer des KubismusOssip Zadkine (1888–1967)

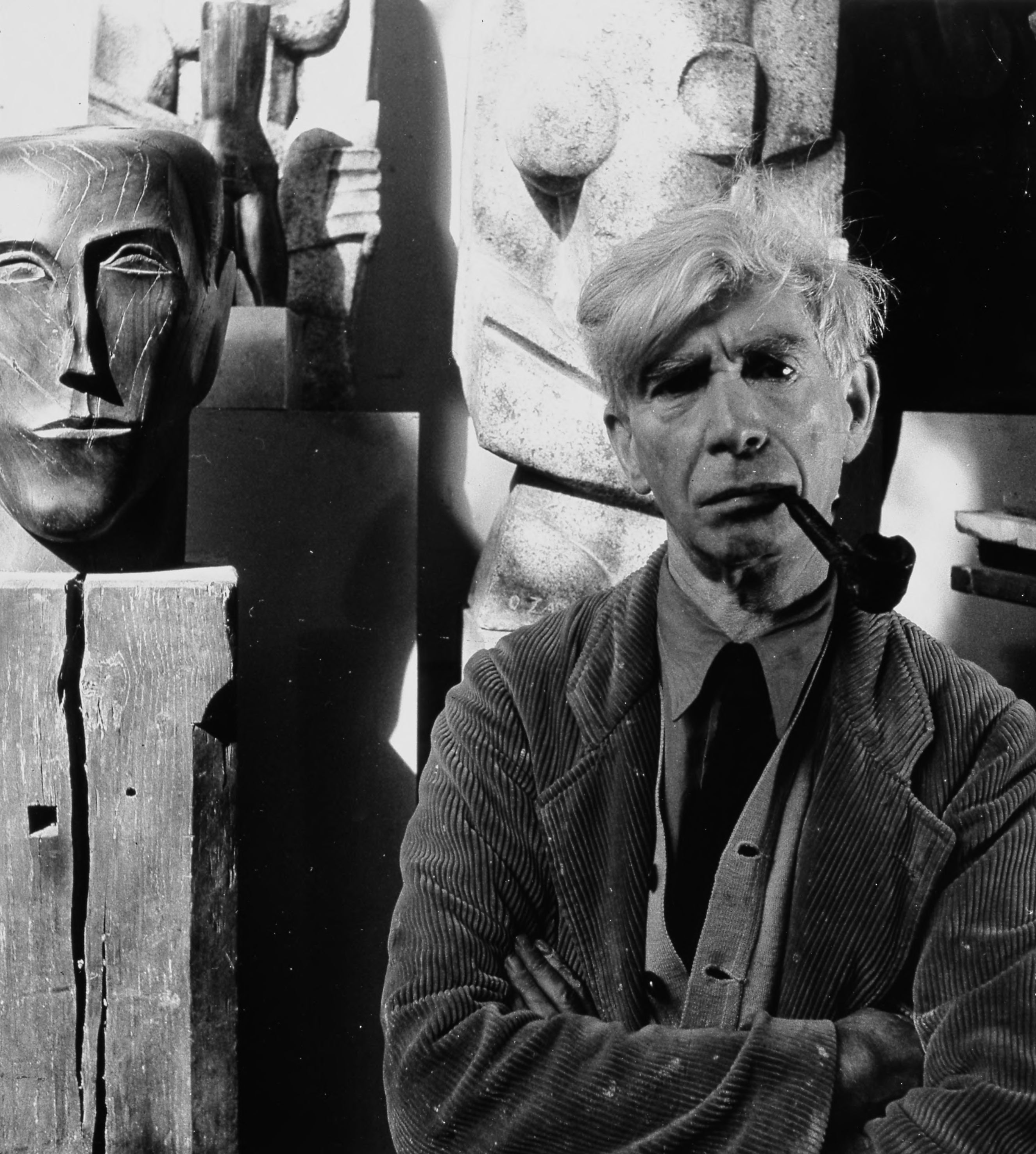
Ossip Zadkine (1888–1967)

- Zadkovich, Ruben (* 1986), australischer Fußballtrainer

### Zadl
- Zadlo, Leszek (* 1945), polnischer Jazzmusiker

### Zadn
- Zadneprovskis, Andrejus (* 1974), litauischer Pantathlet
- Zadnikar, Marijan (1921–2005), slowenischer Kunsthistoriker, Konservator und Schriftsteller

### Zado
- Zado, Leonie (* 2004), deutsche Turnerin und Sportakrobatin
- Zadoc-Kahn, Léon (1870–1943), französischer Arzt; in Auschwitz ermordet
- Zadoff, Mirjam (* 1974), österreichische Historikerin und Direktorin des NS-Dokumentationszentrum München
- Zadoff, Noam (* 1974), israelischer Historiker und Hochschullehrer
- Zadoinov, Vadim (* 1969), moldauischer Hürdenläufer
- Zadok, jüdischer Priester
- Zadok, jüdischer Gelehrter, Tannait
- Zadok, Chaim Josef (1913–2002), israelischer Politiker und Minister
- Zadok, Rachel (* 1972), südafrikanische Schriftstellerin
- Zadoks-Josephus Jitta, Annie Nicolette (1904–2000), niederländische Numismatikerin und Klassische Archäologin
- Zádor, Anna (1904–1995), ungarische Kunsthistorikerin
- Zádor, Ervin (1935–2012), ungarischer Wasserballspieler und Schwimmtrainer
- Zádor, Eugene (1894–1977), ungarisch-amerikanischer Komponist
- Zádor, György (1799–1866), ungarischer Jurist und Schriftsteller
- Zador, Heinrich (1905–1981), israelischer Schriftsteller
- Zádor, István (1882–1963), ungarischer Maler und Grafiker
- Zadora Paszkowski-Plomienczek, Ottomar Saladin Iscador Islami de (1811–1869), sächsischer Generalmajor
- Zadora, Pia (* 1954), US-amerikanische Sängerin
- Zadorsky, Shelina (* 1992), kanadische Fußballspielerin
- Zadourian, Vatche (* 1974), libanesischer Radrennfahrer
- Zadow, Fritz (1862–1926), deutscher Bildhauer und Medailleur
- Zadow, Ingeborg von (* 1970), deutsche Theaterautorin

### Zadr
- Zadra, Angelo (* 1949), italienischer Autorennfahrer
- Zadra, Christoph (* 1965), österreichischer Schauspieler
- Zadra, Daniel (* 1984), österreichischer Politiker (GRÜNE), Vorarlberger LandesratDaniel Zadra (* 1984)

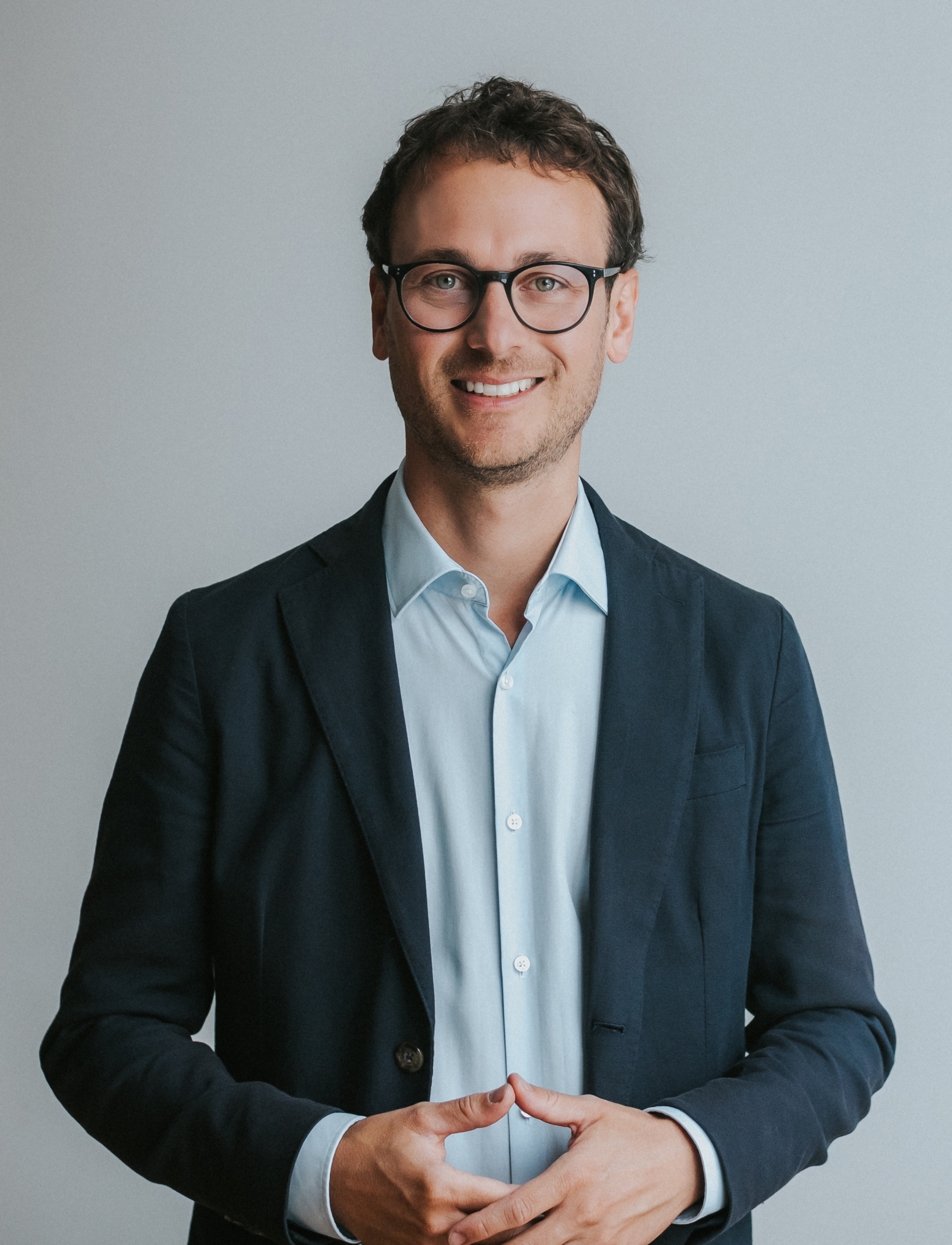
Daniel Zadra (* 1984)

- Zadra, Markus (* 1965), siebenfacher Kickboxweltmeister
- Zadra, Sina (* 1990), deutsche Schauspielerin, Synchronsprecherin und Psychologin
- Zadran, Ibrahim (* 2001), afghanischer Cricketspieler
- Zadran, Najibullah (* 1993), afghanischer Cricketspieler
- Zadravec, Franc (1925–2016), slowenischer Literaturwissenschaftler
- Zadrazil, Alfons Ottokar (1900–1945), deutsch-tschechischer Römisch-katholischer Geistlicher, Augustiner-Eremit und Märtyrer
- Zadrazil, Franz (1942–2005), österreichischer Maler
- Zadrazil, Patrick (* 1990), österreichischer Fußballspieler
- Zadrazil, Robert (* 1970), österreichischer Bankmanager
- Zadrazil, Sarah (* 1993), österreichische FußballspielerinSarah Zadrazil (* 1993)

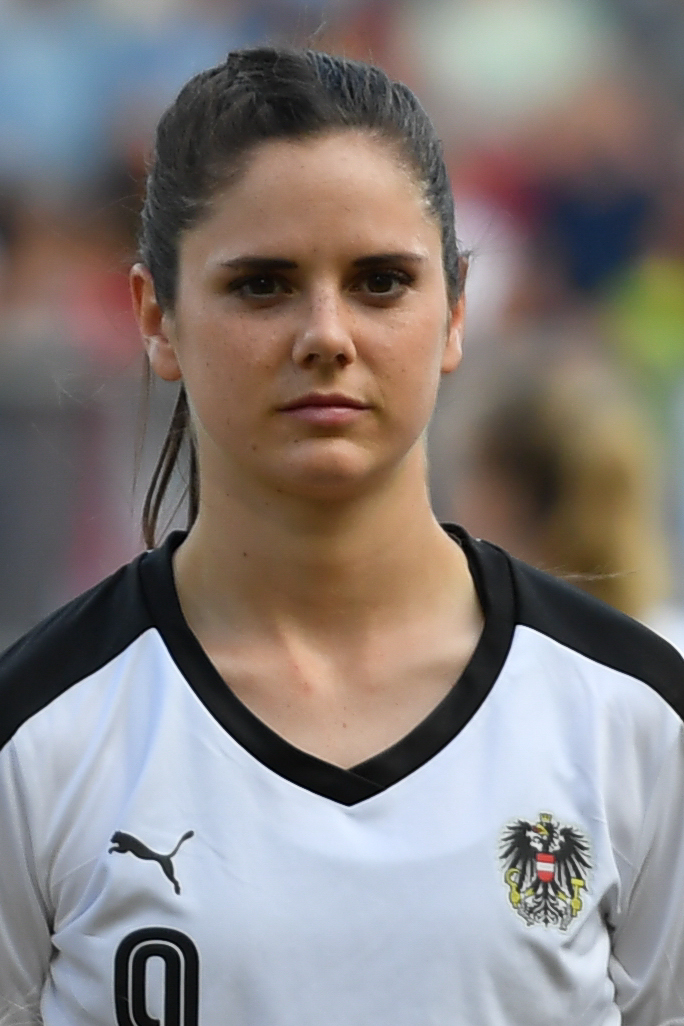
Sarah Zadrazil (* 1993)

- Zadro, Blago (1944–1991), Kommandant im Kroatienkrieg
- Zadrobilek, Gerhard (* 1961), österreichischer Radrennfahrer
- Zadroga, James (1971–2006), US-amerikanischer Polizist
- Zadrożny, Tadeusz (* 1939), polnischer Radrennfahrer

### Zadu
- Zadunaisky, Pedro Elias (1917–2009), argentinischer Astronom und Mathematiker
- Zadura, Bohdan (* 1945), polnischer Lyriker, Erzähler, Übersetzer und Literaturkritiker

### Zadz
- Zadzik, Jakub (1582–1642), polnischer Geistlicher, Bischof und Großkanzler der polnischen Krone
- Żądzińska, Elżbieta (* 1967), polnische Biologin